# 王佑 (成化進士)
王佑（1441年—？），字廷佐，山東濟南府肥城縣人，民籍，明朝政治人物。

## 生平
山東鄉試第二十一名舉人。成化十七年（1481年）中式辛丑科會試第二百三十二名，三甲第一百九十一名進士。

## 家族
曾祖王新；祖父王士賢；父親王敬。前母李氏；趙氏。